# Сигаретная пачка
Сигаретная пачка — упаковка в форме прямоугольного параллелепипеда, в которой находятся сигареты. Чаще всего изготавливается из картона, в редких случаях может быть из обычной бумаги. Между картоном и сигаретами находится слой фольги, которая выполняет функцию сохранения аромата, сама пачка сверху обтянута герметичной полиэтиленовой плёнкой с «язычком», потянув за который можно легко её открыть. В настоящее время большинство сигаретных пачек в мире снабжены предупреждающими о вреде курения надписями (начали постепенно вводиться повсеместно после 2003 года по требованию ВОЗ).
Существовали сигаретные пачки со специальным отсеком для сбора окурков, чтобы курильщики меньше загрязняли окружающую среду, но эта идея себя не оправдала.

## Количество

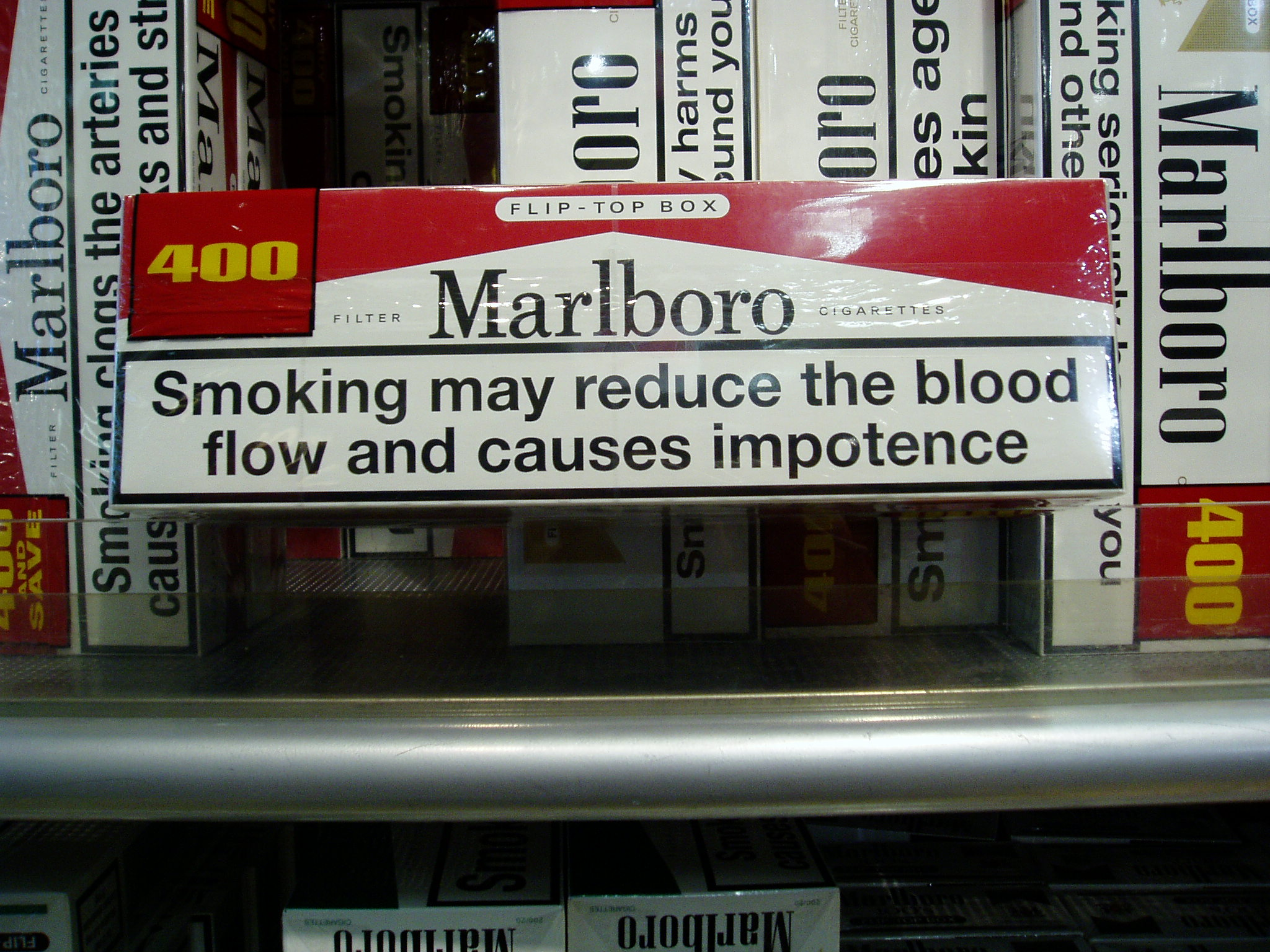
Блок Marlboro, содержащий 20 пачек по 20 сигарет.

Как правило, в сигаретной пачке содержится 20 сигарет (этот минимум определён законом большинства стран), однако существует ряд исключений.
В Австралии наиболее распространённое количество сигарет в пачке — 25, но не редкость и упаковки по 26, 30, 40 и даже 50 штук.
В Канаде наиболее распространённое количество сигарет в пачке — 25.
В Белоруссии выпускаются пачки с 21 и 24 сигаретами.
Сигаретные пачки формируются в блоки, как правило по 10 пачек в блоке, хотя и существуют блоки, содержащие 20 пачек.

## Твёрдая и мягкая упаковки

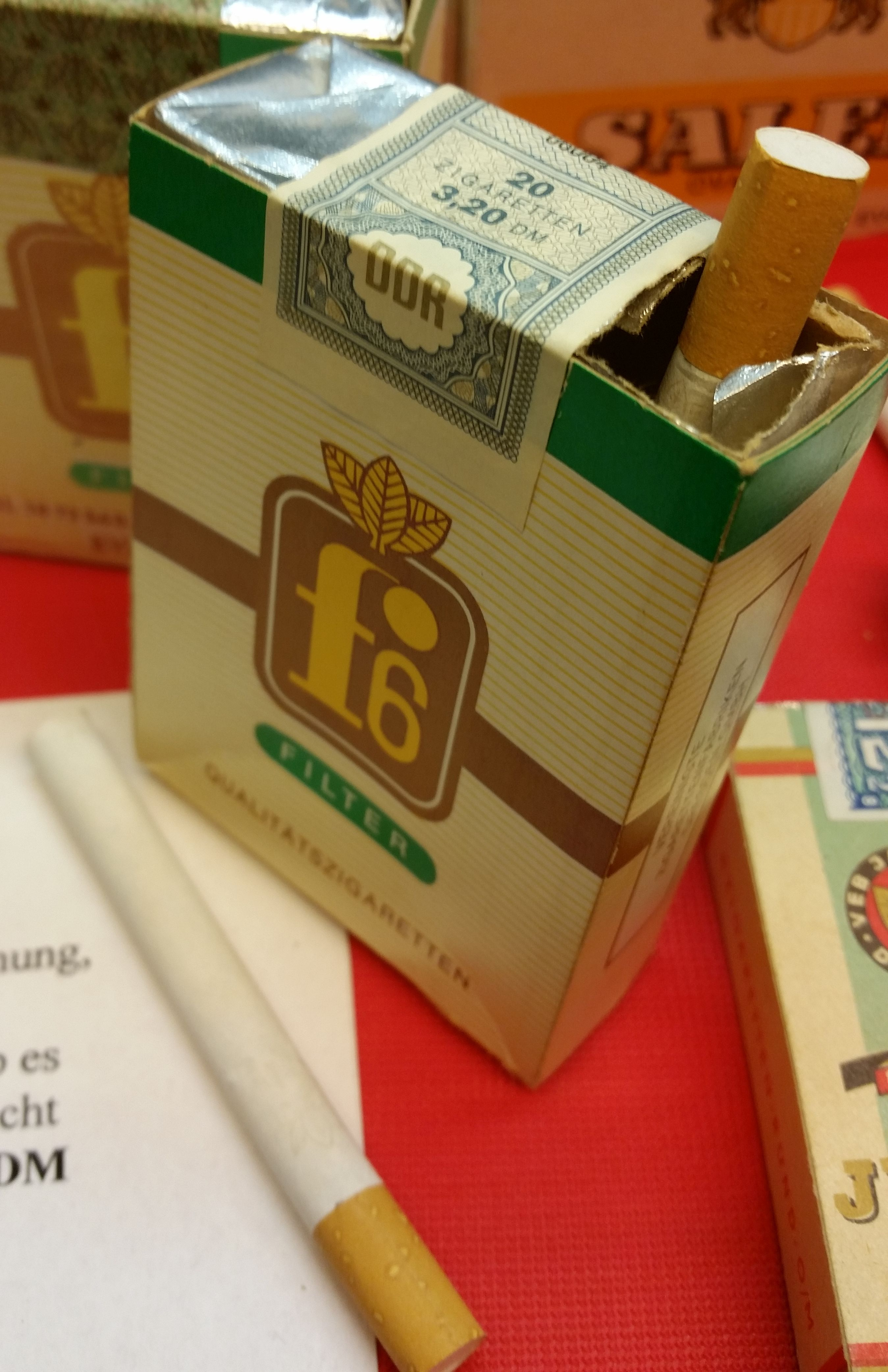
«Мягкая пачка»

До 1955 года все продаваемые в мире сигареты упаковывались в «мягкие пачки». Они были легко подвержены деформации, после открытия из них постепенно уходил аромат, в карманах они часто мялись и ломались. Первую «твёрдую пачку» выпустила компания Philip Morris International в 1955 году. Теперь курильщик должен был, доставая очередную сигарету, потратить небольшое дополнительное усилие, чтобы заново открыть крышечку, а не просто не глядя вытряхнуть сигарету, однако такие пачки были менее подвержены деформации и лучше сохраняли аромат. С маркетинговой точки зрения, курильщик теперь при каждой новой сигарете почти всегда смотрел на открываемую им крышечку, на которой всегда был ярко изображён логотип бренда, что подсознательно не давало человеку «подзабыть» его. Ныне эта уловка практически не работает, так как значительная часть площади пачки, включая крышечку, теперь, как правило, занята предупреждающей надписью или изображением. Из плюсов «мягкой упаковки» можно отметить, что она занимает меньше места в кармане или сумочке, когда там остаётся мало сигарет; «твёрдая упаковка» всегда имеет одинаковый объём, независимо от того, двадцать сигарет внутри или одна.

## Коллекционирование

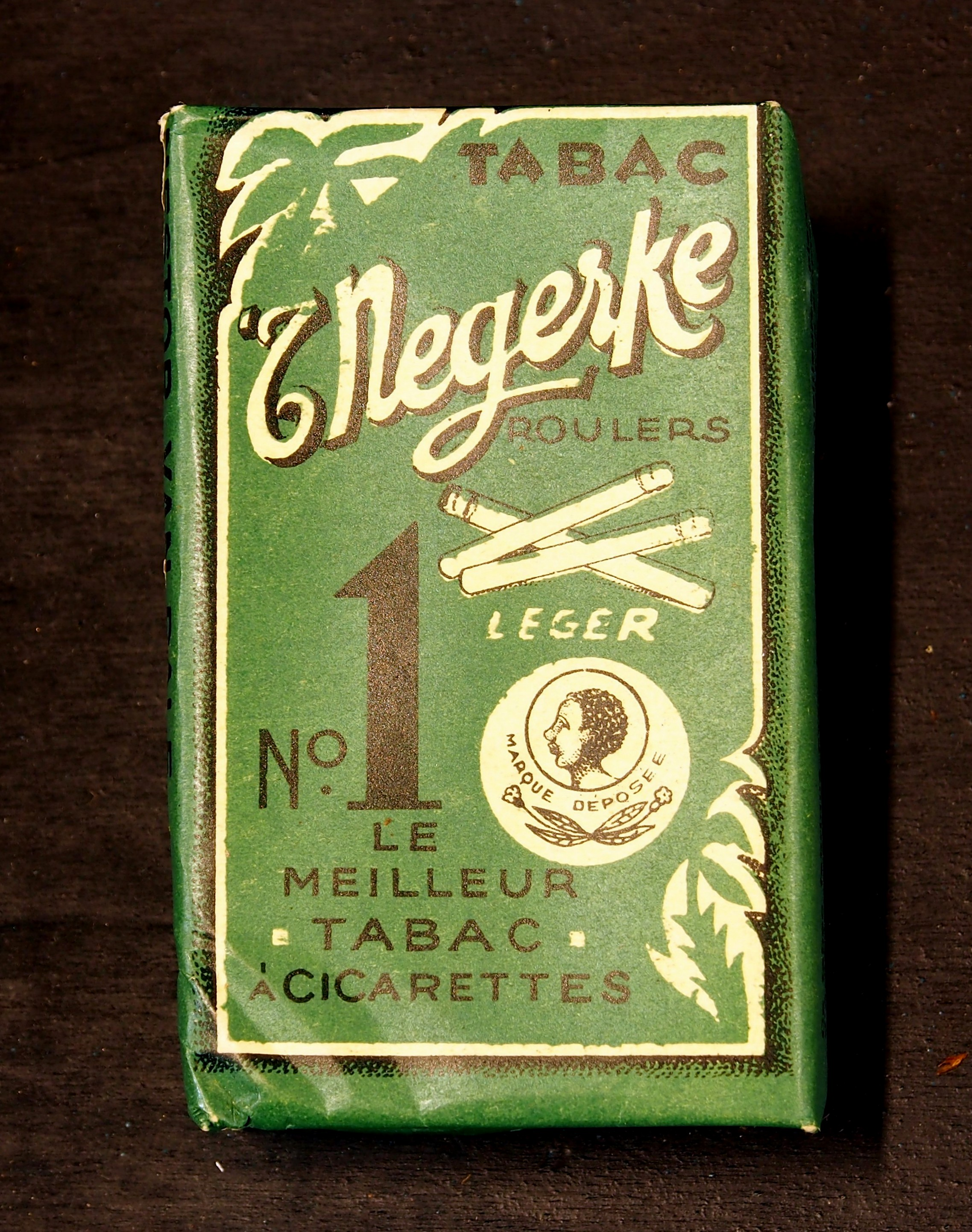
Коллекционная редкость — давно не выпускаемые сигареты «'t Negerke».

Коллекционирование сигаретных пачек — не редкость. Производители сигарет знают об этом, и поэтому выпускают определённые партии своей продукции с надписью «Коллекционные», «Ограниченная серия» и т. п. Ценностью для коллекционеров являются пачки, давно не выпускающиеся, например, Player's Navy Cut, Woodbine, Capstan, Craven A. Запечатанные в плёнку пачки с сигаретами внутри ценятся намного дороже пустых.